# Maria Sanchez
Maria Victoria Sanchez (Modesto, 26 de Novembro de 1989) é uma tenista profissional estadunidense.

## WTA finais

### Duplas: 1 (1 título)
| Legenda                                      |
| -------------------------------------------- |
| Grand Slam (0–0)                             |
| WTA Tour (0–0)                               |
| Tier I / Premier Mandatory & Premier 5 (0–0) |
| Tier II / Premier (0–0)                      |
| Tier III, IV & V / International (1–0)       |

| Títulos por Piso |
| ---------------- |
| Duro (1–0)       |
| Grama (0–0)      |
| Saibro (0–0)     |
| Carpete (0–0)    |

| Posição | N. | Data            | Torneio                              | Piso | Parceira       | Oponentes                         | Placar           |
| ------- | -- | --------------- | ------------------------------------ | ---- | -------------- | --------------------------------- | ---------------- |
| Campeã  | 1. | Janeiro 4, 2014 | ASB Classic, Auckland, Nova Zelândia | Duro | Sharon Fichman | Lucie Hradecká Michaëlla Krajicek | 2–6, 6–0, [10–4] |